# Luckington
Luckington – wieś w Anglii, w hrabstwie Wiltshire. Leży 62 km na północny zachód od miasta Salisbury i 148 km na zachód od Londynu.